# Carolina Monarchs
Die Carolina Monarchs waren ein US-amerikanisches Eishockeyfranchise der American Hockey League aus Greensboro, North Carolina. Spielstätte der Monarchs war das Greensboro Coliseum.

## Geschichte
Die Carolina Monarchs wurden 1995 als Franchise der American Hockey League gegründet. In den beiden Spielzeiten, in denen die Monarchs in der AHL aktiv waren, verpassten sie jeweils die Playoffs, wobei sie in der ersten Saison 70 Punkte und in der zweiten nur noch 65 Punkte erreichten. Im Jahr 1997 wurden die Hartford Whalers aus der National Hockey League nach Greensboro unter dem Namen Carolina Hurricanes umgesiedelt, woraufhin die neue Hurricanes-Organisation das Franchise der Carolina Monarchs kaufte und nach New Haven, Connecticut, unter dem Namen Beast of New Haven umsiedelten.
Zuvor spielten in Greensboro bereits die Greensboro Monarchs aus der East Coast Hockey League (1989–1995). Die Lücke, die die Umsiedlung der Carolina Monarchs hinterließ, füllten neben den Carolina Hurricanes die Greensboro Generals aus der ECHL (1999–2004).

## Saisonstatistik
Abkürzungen: GP = Spiele, W = Siege, L = Niederlagen, T = Unentschieden, OTL = Niederlagen nach Overtime SOL = Niederlagen nach Shootout, Pts = Punkte, GF = Erzielte Tore, GA = Gegentore, PIM = Strafminuten
| Saison  | GP | W  | L  | T  | OTL | SOL | Pts | GF  | GA  | Platz            | Playoffs           |
| 1995/96 | 80 | 28 | 38 | 11 | 3   | —   | 70  | 313 | 343 | 4., South        | nicht qualifiziert |
| 1996/97 | 80 | 28 | 43 | 4  | 5   | —   | 65  | 273 | 303 | 5., Mid-Atlantic | nicht qualifiziert |

## Team-Rekorde

### Karriererekorde
Spiele: 144  Chris Armstrong
Tore: 84  Gilbert Dionne
Assists: 105  Gilbert Dionne
Punkte: 189  Gilbert Dionne
Strafminuten: 405  Trevor Doyle